# Gabinete Kishida II

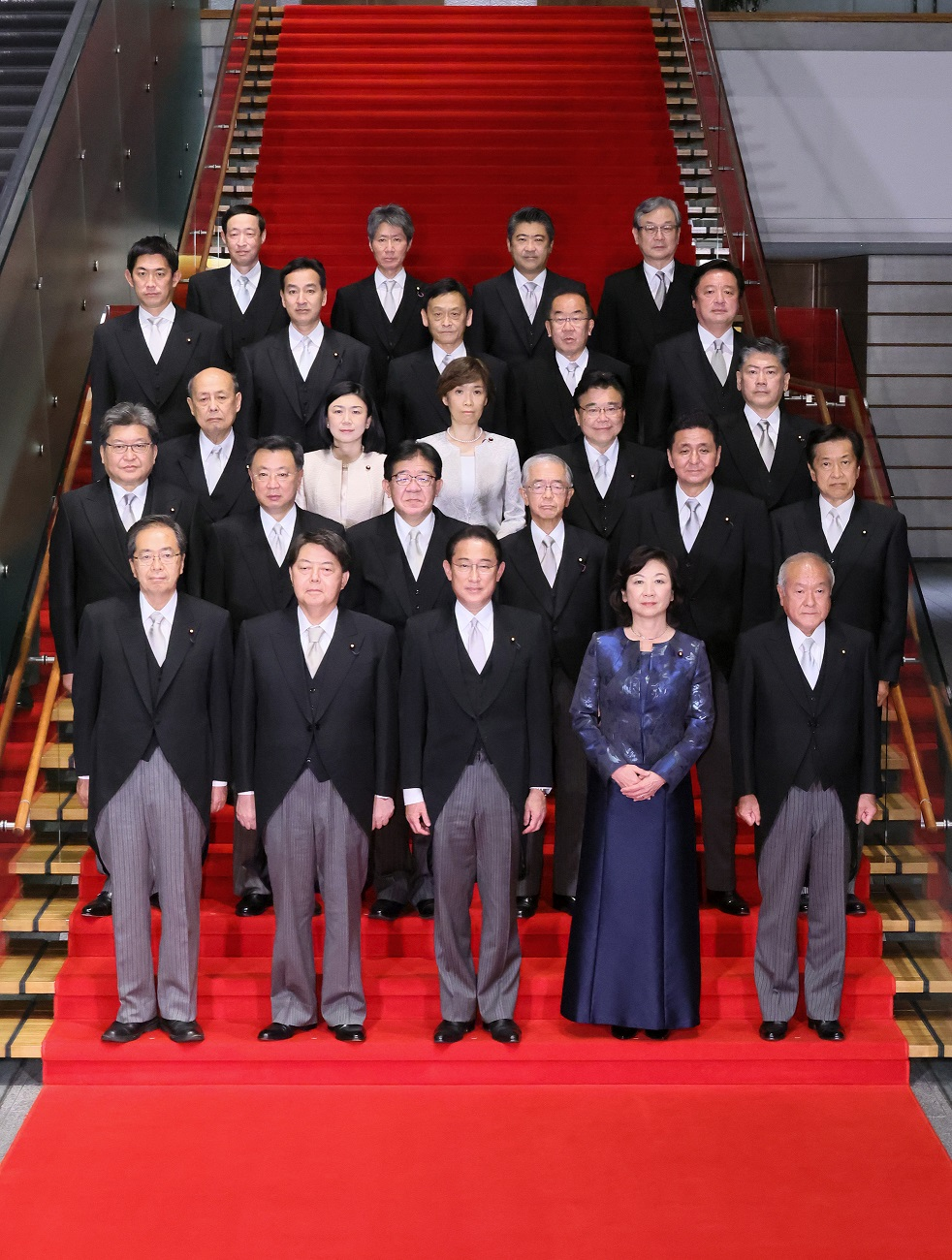
Gabinete Kishida II

El Gabinete Kishida II fue el gabinete de Japón del 10 de noviembre de 2021 hasta octubre de 2024. Dirigido por Fumio Kishida como Primer Ministro Japonés.

## Apoyo parlamentario
| Cámara                   | Candidato     | Fecha                                                   | Voto |     |     |    |    | Ind. |    |    | RS |   |   | Total   |
| ------------------------ | ------------- | ------------------------------------------------------- | ---- | --- | --- | -- | -- | ---- | -- | -- | -- | - | - | ------- |
| Cámara de Consejeros     | Fumio Kishida | 4 de octubre de 2021 Mayoría simple requerida (123/245) | Sí   | 113 |     | 28 |    |      |    |    |    |   |   | 141/245 |
| Cámara de Consejeros     | Fumio Kishida | 4 de octubre de 2021 Mayoría simple requerida (123/245) | No   |     | 32  |    | 21 | 18   | 16 | 16 | 2  | 2 |   | 104/245 |
| Cámara de Consejeros     | Fumio Kishida | 4 de octubre de 2021 Mayoría simple requerida (123/245) | Abs. |     |     |    |    |      |    |    |    |   |   | 0/245   |
|                          | Fumio Kishida |                                                         |      |     |     |    |    |      |    |    |    |   |   |         |
| Cámara de Representantes | Fumio Kishida | 4 de octubre de 2021 Mayoría simple requerida (233/465) | Sí   | 284 |     | 29 |    |      |    |    |    |   |   | 314/465 |
| Cámara de Representantes | Fumio Kishida | 4 de octubre de 2021 Mayoría simple requerida (233/465) | No   |     | 106 |    |    | 21   | 11 | 12 |    |   | 2 | 152/465 |
| Cámara de Representantes | Fumio Kishida | 4 de octubre de 2021 Mayoría simple requerida (233/465) | Abs. |     |     |    |    |      |    |    |    |   |   | 0/465   |

## Composición
| Partido Liberal Democrático                                                                                       |        | Partido político    | Partido político   | Partido político | Partido político |
| Kōmeitō |        | Partido político    | Partido político   | Partido político | Partido político |
| Cargo | Nombre | Nombre              | Nombre             | Electorado       | Ref.             |
| Primer Ministro                                                                                                   |        |                     |                    |                  |                  |
| Primer Ministro                                                                                                   |        |                     | Fumio Kishida      | Hiroshima 1      | [ 1 ]            |
| Ministros |        |                     |                    |                  |                  |
| Ministro de Asuntos Internos y Comunicaciones                                                                     |        |                     | Minoru Terada      | Hiroshima 5      | [ 1 ]            |
| Ministro de Justicia                                                                                              |        | Yasuhiro Hanashi    | Ibaraki 3          | [ 1 ]            |                  |
| Ministro de Relaciones Exteriores                                                                                 |        | Yoshimasa Hayashi   | Yamaguchi 3        | [ 1 ]            |                  |
| Ministro de Finanzas                                                                                              |        | Shun'ichi Suzuki    | Iwate 2            | [ 1 ]            |                  |
| Ministro de Estado de Servicios Financieros                                                                       |        | Shun'ichi Suzuki    | Iwate 2            | [ 1 ]            |                  |
| Ministro a cargo de Superar la Deflación                                                                          |        | Shun'ichi Suzuki    | Iwate 2            | [ 1 ]            |                  |
| Ministra de Educación, Cultura, Deportes, Ciencia y Tecnología                                                    |        | Keiko Nagaoka       | Ibaraki 7          | [ 1 ]            |                  |
| Ministra Encargada de la Reconstrucción Educativa                                                                 |        | Keiko Nagaoka       | Ibaraki 7          | [ 1 ]            |                  |
| Ministro de Salud, Trabajo y Bienestar                                                                            |        | Katsunobu Kato      | Okayama 5          | [ 1 ]            |                  |
| Ministro de Agricultura, Silvicultura y Pesca                                                                     |        | Tetsuro Nomura      | Kagoshima at-largo | [ 1 ]            |                  |
| Ministro de Economía, Comercio e Industria                                                                        |        | Yasutoshi Nishimura | Hyōgo 9            | [ 1 ]            |                  |
| Ministro Encargado de Competitividad Industrial                                                                   |        | Yasutoshi Nishimura | Hyōgo 9            | [ 1 ]            |                  |
| Ministro de Cooperación Económica con Rusia                                                                       |        | Yasutoshi Nishimura | Hyōgo 9            | [ 1 ]            |                  |
| Ministro Encargado de la Respuesta al Impacto Económico Causado por el Accidente Nuclear                          |        | Yasutoshi Nishimura | Hyōgo 9            | [ 1 ]            |                  |
| Ministro de Estado para la Corporación de Facilitación del Desmantelamiento y Compensación de Daños Nucleares     |        | Yasutoshi Nishimura | Hyōgo 9            | [ 1 ]            |                  |
| Ministro de Tierras, Infraestructura, Transporte y Turismo                                                        |        |                     | Tetsuo Saito       | Hiroshima 3      | [ 1 ]            |
| Ministro a cargo de la Política del Ciclo del Agua                                                                |        |                     | Tetsuo Saito       | Hiroshima 3      | [ 1 ]            |
| Ministro de la Exposición Mundial de Horticultura Yokohama 2027                                                   |        |                     | Tetsuo Saito       | Hiroshima 3      | [ 1 ]            |
| Ministro de Medio Ambiente                                                                                        |        |                     | Akihiro Nishimura  | Miyagi 3         | [ 1 ]            |
| Ministro de Estado de Preparación para las Emergencias Nucleares                                                  |        |                     | Akihiro Nishimura  | Miyagi 3         | [ 1 ]            |
| Ministro de Defensa                                                                                               |        | Yasukazu Hamada     | Chiba 12           | [ 1 ]            |                  |
| Ministro a cargo de Mitigar el Impacto de las Fuerzas Estadounidenses en Okinawa                                  |        | Hirokazu Matsuno    | Chiba 3            | [ 1 ]            |                  |
| Secretario Jefe de Gabinete                                                                                       |        | Hirokazu Matsuno    | Chiba 3            | [ 1 ]            |                  |
| Ministro a cargo del Tema de Secuestros                                                                           |        | Hirokazu Matsuno    | Chiba 3            | [ 1 ]            |                  |
| Ministro a Cargo de Promover Vacunación                                                                           |        | Hirokazu Matsuno    | Chiba 3            | [ 1 ]            |                  |
| Ministro de Comunicación Digital                                                                                  |        | Taro Kono           | Kanagawa 15        | [ 1 ]            |                  |
| Ministro de Estado para la Reforma Digital                                                                        |        | Taro Kono           | Kanagawa 15        | [ 1 ]            |                  |
| Ministro de Estado de Asuntos del Consumidor y Seguridad Alimentaria                                              |        | Taro Kono           | Kanagawa 15        | [ 1 ]            |                  |
| Ministro a cargo de la Reforma del Servicio Civil                                                                 |        | Taro Kono           | Kanagawa 15        | [ 1 ]            |                  |
| Ministro de Reconstrucción                                                                                        |        | Kenya Akiba         | Hyōgo 5            | [ 1 ]            |                  |
| Ministro a cargo de la Coordinación Integral de Políticas para la Reactivación del Accidente Nuclear en Fukushima |        | Kenya Akiba         | Hyōgo 5            | [ 1 ]            |                  |
| Presidente de la Comisión Nacional de Seguridad Pública                                                           |        | Koichi Tani         | Hyōgo 5            | [ 1 ]            |                  |
| Ministro a cargo de la Construcción de la Resiliencia Nacional                                                    |        | Koichi Tani         | Hyōgo 5            | [ 1 ]            |                  |
| Ministro a cargo de los Asuntos Territoriales                                                                     |        | Koichi Tani         | Hyōgo 5            | [ 1 ]            |                  |
| Ministro a cargo de la Reforma del Servicio Civil                                                                 |        | Koichi Tani         | Hyōgo 5            | [ 1 ]            |                  |
| Ministro de Estado para la Gestión de Desastres y Política Oceánica                                               |        | Koichi Tani         | Hyōgo 5            | [ 1 ]            |                  |
| Ministro a cargo de Políticas Relacionadas con la Infancia                                                        |        | Masanobu Ogura      | Tokyo 23           | [ 1 ]            |                  |
| Ministro a cargo de Sociedad Cohesiva                                                                             |        | Masanobu Ogura      | Tokyo 23           | [ 1 ]            |                  |
| Ministro a cargo del Empoderamiento de la Mujer                                                                   |        | Masanobu Ogura      | Tokyo 23           | [ 1 ]            |                  |
| Ministro a cargo de Medidas de Soledad y Aislamiento                                                              |        | Masanobu Ogura      | Tokyo 23           | [ 1 ]            |                  |
| Ministro de Estado de Medidas para el Aumento de la Natalidad                                                     |        | Masanobu Ogura      | Tokyo 23           | [ 1 ]            |                  |
| Ministro de Estado de Igualdad de Género                                                                          |        | Masanobu Ogura      | Tokyo 23           | [ 1 ]            |                  |
| Ministro a cargo de la Revitalización Económica                                                                   |        | Daishiro Yamagiwa   | Kanagawa 18        | [ 1 ]            |                  |
| Ministro a cargo del Nuevo Capitalismo                                                                            |        | Daishiro Yamagiwa   | Kanagawa 18        | [ 1 ]            |                  |
| Ministro a cargo de las Startups                                                                                  |        | Daishiro Yamagiwa   | Kanagawa 18        | [ 1 ]            |                  |
| Ministro a cargo de Medidas para la Enfermedad del Nuevo Coronavirus y Gestión de Crisis Sanitarias               |        | Daishiro Yamagiwa   | Kanagawa 18        | [ 1 ]            |                  |
| Ministro a cargo de la Reforma de la Seguridad Social                                                             |        | Daishiro Yamagiwa   | Kanagawa 18        | [ 1 ]            |                  |
| Ministro de Estado para la Política Económica y Fiscal                                                            |        | Daishiro Yamagiwa   | Kanagawa 18        | [ 1 ]            |                  |
| Ministra Encargada de la Seguridad Económica                                                                      |        | Sanae Takaichi      | Nara 2             | [ 1 ]            |                  |
| Ministra de Estado de Estrategia de Propiedad Intelectual                                                         |        | Sanae Takaichi      | Nara 2             | [ 1 ]            |                  |
| Ministra de Estado de Política Científica y Tecnológica                                                           |        | Sanae Takaichi      | Nara 2             | [ 1 ]            |                  |
| Ministra de Estado de Política Espacial                                                                           |        | Sanae Takaichi      | Nara 2             | [ 1 ]            |                  |
| Ministra de Estado de Seguridad Económica                                                                         |        | Sanae Takaichi      | Nara 2             | [ 1 ]            |                  |
| Ministro de Estado para Okinawa y Asuntos de los Territorios del Norte                                            |        | Naoki Okada         | Ishikawa at-largo  | [ 1 ]            |                  |
| Ministro de Estado para la Revitalización Regional                                                                |        | Naoki Okada         | Ishikawa at-largo  | [ 1 ]            |                  |
| Ministro de Estado para la Reforma Regulatoria                                                                    |        | Naoki Okada         | Ishikawa at-largo  | [ 1 ]            |                  |
| Ministro de Estado para la Estrategia "Cool Japan"                                                                |        | Naoki Okada         | Ishikawa at-largo  | [ 1 ]            |                  |
| Ministro de Estado para las Políticas Relacionadas con los Ainu                                                   |        | Naoki Okada         | Ishikawa at-largo  | [ 1 ]            |                  |
| Ministro a cargo de Digital Garden City Nation Vision                                                             |        | Naoki Okada         | Ishikawa at-largo  | [ 1 ]            |                  |
| Ministro a cargo de la Reforma Administrativa de la Expo Mundial 2025                                             |        | Naoki Okada         | Ishikawa at-largo  | [ 1 ]            |                  |